# Thánh Gióng

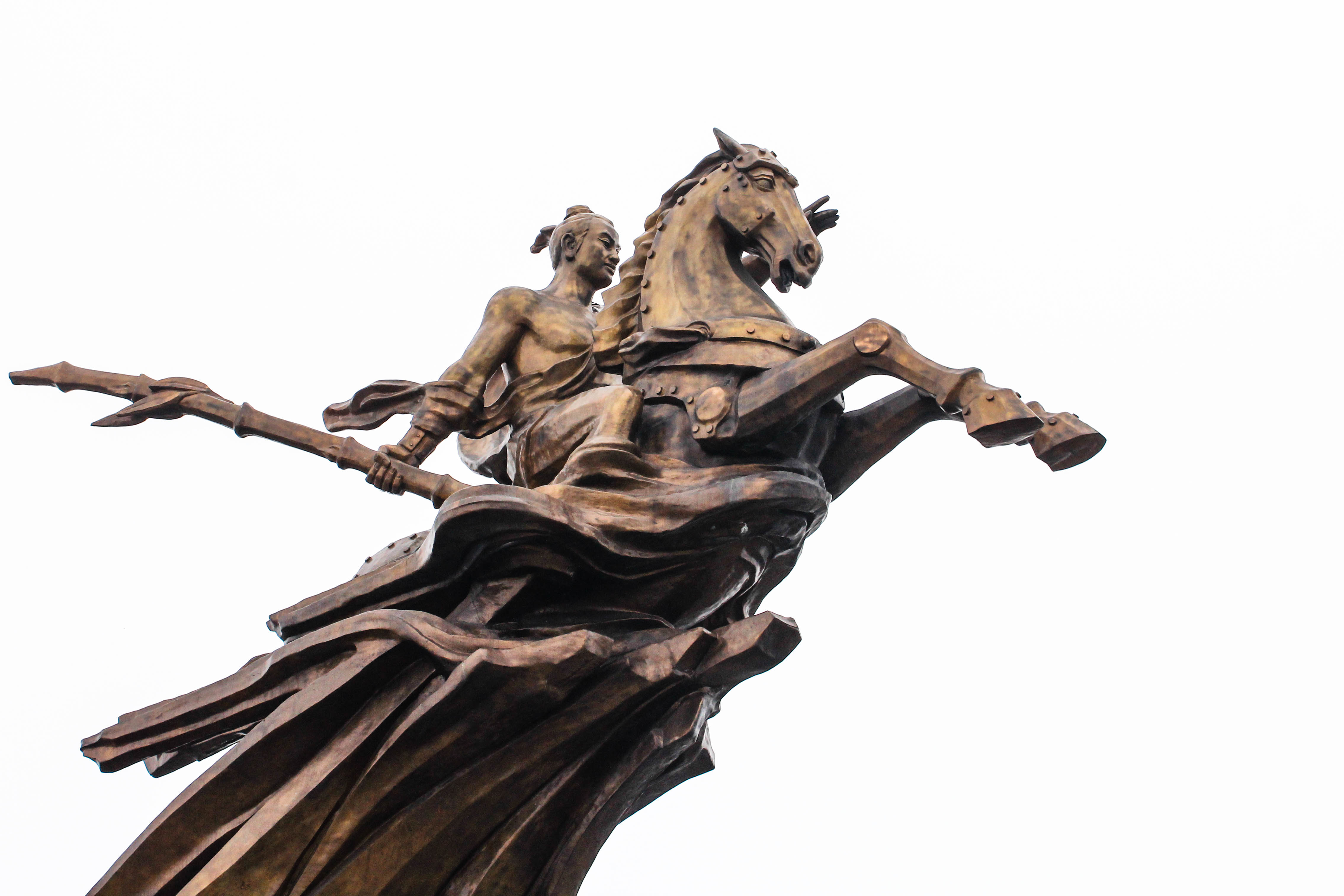
Statue de Thánh Gióng au sommet de la montagne Soc, Sóc Sơn, Hanoï.

Thánh Gióng (Saint Giong), également connu sous le nom de Phù Đổng Thiên Vương (Roi céleste de Phù Đổng), Ông Gióng (Monsieur Gióng) et Xung Thiên Thần Vương (Roi divin du ciel) est un héros mythique populaire de l'histoire du Vietnam et l'un des Quatre Immortels. Selon la légende, Gióng était un garçon qui chevauchait un cheval de fer et gagnait contre l'ennemi du pays. La version la plus connue de la légende le faisait combattre l'armée chinoise, ainsi, il est considéré comme le premier héros anti-invasion des vietnamiens. Certains chercheurs pensent qu'il est la version vietnamienne de Vaiśravaṇa.
Le héros populaire était un sujet populaire pour les poètes, comme Cao Bá Quát qui a écrit un poème épique à Thánh Gióng au XIXe siècle Aujourd'hui, Thánh Gióng figure avec d'autres figures légendaires comme Kinh Dương Vương, Âu Cơ, Sơn Tinh et Thủy Tinh, dans les textes des écoles primaires[7]. 

## Légendes

### Việt điện u linh tập (Recueil d'histoires sur le monde ombragé et spirituel du royaume des Viets)
Dans Việt điện u linh tập (Recueil d'histoires sur le monde ombragé et spirituel du royaume des Viets), Thánh Gióng est connu sous le nom de Sóc Thiên Vương. Cette version ne précise pas quand se déroule l'histoire ni qui était l'ennemi. Il est dit que dans l'ancien temps, il y avait un ennemi dans le pays, le roi a ordonné à ses émissaires de trouver quelqu'un qui peut vaincre l'ennemi. Le Roi Céleste (Vietnamien : Thiên Vương, nom donné à Thánh Gióng dans l'histoire) était alors un bébé. Ayant entendu la nouvelle, il demanda à sa mère de lui préparer de grandes quantités de nourriture et il se mit à  manger comme quatre. Quelques mois plus tard, il est devenu un grand homme et a rejoint l'armée. L'émissaire l'a amené à la capitale. Le roi était très heureux et lui demanda : "Qu'est-ce que tu veux ?", ce à quoi le Roi Céleste répondit : "S'il te plaît, donne-moi une longue épée et un cheval de fer." Le roi accepta. Le Roi Céleste dégaina son épée et monta sur son cheval pour se battre. Après avoir vaincu l'ennemi et rétabli la paix dans le pays, il monta sur son cheval jusqu'à la montagne Vệ Linh, grimpa sur un banian et s'envola. Le peuple a érigé un temple pour le vénérer. La dynastie Lý a également érigé un temple qui lui est dédié dans le village de Cảo Hương, près du lac de l'Ouest.

Thiền uyển tập anh (Collection de figures remarquables du jardin zen) a donné une suite à cette histoire : Au début de la dynastie Lê, le moine bouddhiste Khuông Việt se rendit sur la montagne Vệ Linh et voulut y construire une maison. Cette nuit-là, il rêva d'une divinité qui portait une armure d'or, portait une lance d'or dans sa main gauche et une tour dans sa main droite, suivie de plus de dix personnes. La divinité disait : "Je suis Vaiśravaṇa (Vietnamien : Tì Sa Môn Thiên Vương), mes escortes sont toutes des Yaksa. L'Empereur Céleste m'a envoyé dans ce pays pour aider le peuple, vous êtes béni de pouvoir me parler." Le moine se réveilla et entendit de grands cris dans la montagne. Le jour suivant, il trouva un grand arbre inhabituel dans la montagne, il le coupa et construisit un temple. En 891, la dynastie Song a envahi le pays, l'empereur Lê Hoàn a demandé aux moines bouddhistes de prier au temple. L'armée Song au village de Tây Kết se retira soudainement vers la rivière Chi, ils rencontrèrent alors une grande tempête et se retirèrent en Chine. Lê Hoàn fit construire un autre temple à Tì Sa Môn Thiên Vương. 

### Lĩnh Nam chích quái (Sélection de contes étranges au Lĩnh Nam)
À l'époque du roi Hùng, le pays était en paix. Le roi de Ân a planifié une invasion sous le prétexte de punir le roi Hùng pour ne pas avoir payé le tribut. Le roi Hùng demanda à ses hommes un moyen de se défendre, l'un d'entre eux dit : "Pourquoi ne pas demander au roi dragon de les combattre pour nous ?" Le roi a organisé une grande prière, soudain il y a une forte pluie et un vieil homme est apparu. Le roi a pensé que l'homme était étrange, et lui a demandé comment combattre l'envahisseur. Le vieil homme a prédit que l'ennemi envahira dans trois ans, et pour riposter, le roi doit "forger des armes, former des soldats, et trouver des talents dans le pays. Ceux qui vaincront l'ennemi seront récompensés par des terres et des titres." Le vieil homme s'est envolé, le roi a réalisé qu'il était le roi dragon.
Trois ans plus tard, le roi Ân envahit, le roi suit le conseil du roi dragon et cherche un homme de talent. Dans le village de Phù Đổng, il y a un homme riche de 60 ans qui avait un fils. Cet enfant avait déjà 3 ans et pourtant il ne savait ni parler ni s'asseoir. Quand l'émissaire du roi est arrivé dans son village, sa mère a dit en plaisantant : "J'ai donné naissance à cet enfant qui sait seulement manger, il ne sait pas comment combattre l'ennemi pour recevoir la récompense et rembourser ses parents." L'enfant a soudainement parlé : "Maman, invite l'émissaire pour voir ce qu'il a à dire". L'émissaire arriva et demanda à l'enfant ce qu'il voulait, l'enfant répondit : "Dis au roi de forger un cheval de fer de 18 thước (un thước est égal à environ 40 cm) de haut, une épée de fer de 7 thước de long et un casque de fer". L'enfant grandit alors très vite. Lorsque l'armée du roi Ân arriva au mont Trâu, l'enfant, devenu un homme de 10 trượng (un trượng est égal à environ 4 m) de haut, se leva. Il dégaina son épée et cria "Je suis un général du ciel", il mit son casque, monta sur son cheval et engagea le combat avec l'ennemi. L'ennemi fut vaincu, le roi Ân fut tué. L'homme se rendit au mont Sóc et s'envola avec son cheval. Le roi Hùng le titra Roi Céleste de Phù Đổng (Vietnamien : Phù Đổng Thiên Vương). Depuis lors, la dynastie Ân n'osait plus envahir le roi Hùng, et le pays environnant le respectait davantage. La dynastie Lý le nomma Xung Thiên Thần Vương.

### Đại Việt sử ký toàn thư (Livre complet de l'histoire du Dai Viet)
À la 6e génération du Roi Hùng, il y avait un homme riche dans le village de Phù Đổng, division de Vũ Ninh, qui donna naissance à un fils. L'enfant avait trois ans mais ne pouvait ni parler ni rire. À l'époque, il y avait une urgence dans le pays, le roi a ordonné de trouver quelqu'un qui peut vaincre l'ennemi. Ce jour-là, l'enfant parla soudainement, dit à sa mère d'inviter l'émissaire et dit : "Je veux une épée et un cheval, le roi n'a pas à s'inquiéter" Le petit enfant monta sur son cheval à l'avant, les soldats suivirent derrière. Ils ont vaincu l'ennemi à la montagne Vũ Ninh. L'ennemi a appelé l'enfant général du ciel et est venu se rendre. L'enfant monta sur son cheval dans le ciel et s'en alla. Le roi ordonna de rénover sa maison en un temple et le vénéra.

### Version recueillie par Nguyễn Đổng Chi
Cette version est la plus connue aujourd'hui. Elle est similaire à la version de Lĩnh Nam chích quái. Cependant, dans cette version, Phù Đổng Thiên Vương a un nom, Gióng. Au lieu d'un homme riche, son parent est une vieille femme qui vit seule et qui est tombée enceinte après avoir marché sur une empreinte géante qui a piétiné son champ. Il y a également plus de dialogues et de détails tels que : le cheval dans cette version peut cracher du feu, les épées et les armures sont si lourdes que seul Gióng peut les porter. Pendant la bataille, l'épée de Gióng s'est brisée et il a dû utiliser du bambou à la place.

### Héritage

#### Mémorial
Le festival de Saint Giong est organisé depuis la défaite contre les An, et il est devenu officiellement une fête nationale au XIe siècle, sous la dynastie du roi de Lý Thái Tổ, le fondateur de la dynastie des Ly. 

#### Patrimoine culturel
- En 2010, l'UNESCO a inscrit Thanh Giong au patrimoine culturel immatériel nécessitant une sauvegarde urgente[11].
- L'UNESCO a officiellement reconnu le festival de Thanh Giong comme un patrimoine culturel immatériel mondial de l'humanité[12].

#### Les fêtes de Thanh Giong
Habituellement célébrée au village de Phù Đổng, district de Gia Lâm, Hanoi, le 4e jour du 4e mois du calendrier lunaire chaque année. La célébration rend hommage au héros qui a sauvé le pays qui s'est opposé aux envahisseurs. Les gens doivent préparer leur spectacle pour cette fête du 1er du troisième mois lunaire au 5e du quatrième mois lunaire. Le 6 du quatrième mois lunaire, le festival commence par la cérémonie de prière pour le temps. Le 7e jour du quatrième mois lunaire, les villageois apportent des plats végétariens pour recréer le moment où les villageois ont apporté de la nourriture à Saint Giong. Le festival continue le rituel jusqu'au 12e jour du quatrième mois lunaire.